# Loxosceles conococha
Loxosceles conococha là một loài nhện trong họ Sicariidae.
Loài này thuộc chi Loxosceles. Loxosceles conococha được miêu tả năm 1967 bởi Gertsch.